# Tomislav Paškvalin
Tomislav Paškvalin (Zagreb, 29. kolovoza 1961.) je bivši hrvatski vaterpolist (285 nastupa u Hrvatskoj vaterpolskoj reprezentaciji). Visok je 204 centimetara i težak 132 kilograma.
Nositelj je dviju zlatnih olimpijskih medalja u vaterpolu iz Los Angelesa 1984. i Seoula 1988., svjetski prvak iz Madrida, 1986., europski doprvak 1985. i 1987. i pobjednik Mediteranskih igara 1983.
U srpnju 2014. imenovan je pomoćnikom Ministra znanosti, obrazovanja i sporta Republike Hrvatske zaduženim za Upravu za sport.
Dobitnik je Državne nagrade za šport "Franjo Bučar" za 2007. godinu.
Igrao je u:
- Brodograditelj iz Betine
- Mladost iz Zagreba
- Pro Recco iz Italije
- Brescia iz Italije
- Nica iz Francuske
- Medveščak iz Zagreba

Za reprezentaciju bivše SFRJ je odigrao 66 susreta.
Trenutno obnaša sljedeće dužnosti:
- direktor Hrvatskog olimpijskog centra "Bjelolasica" (od rujna 1997. godine)
- član je Upravnog odbora Hrvatskog vaterpolskog saveza
- dopredsjednik Hrvatskog kluba olimpijaca
- predsjednik Vaterpolskog kluba Medveščak
- član Povjerenstva za kapitalne projekte u Gradu Zagrebu

## Poveznice
- Popis hrvatskih osvajača olimpijskih medalja